# Ресифе
Ресифе (порт. Recife — „гребен”) јесте главни град државе Пернамбуко која се налази у Бразилу. Према процени из 2007. у граду је живело 1.533.580 становника. Ресифе је пети град по величини у Бразилу. Налази се на ушћу ријека Rio Beberibe и Rio Capibaribe у атлантски океан и једна је од највећих лука на Атлантику. Ресифе је један од најстаријих градова у Бразилу. Мјесто су 12. марта 1537. године основали португалски досељеници. Статус града је добио 1823. године. Шире подручје града, регија метрополе Ресифе, има преко 3,5 милиона становника, а у колоквијалном говору се још назива и Велики Ресифе (порт. Grande Recife). Према подацима из 2010, то је главни град са највишим HDI-ем у североисточном Бразилу и другим највишим HDI-ем у целом северном и североисточном Бразилу (други после Палмаса).

## Географија
Ресифе је лоциран у некадашњој шумској обалској области Пернамбука, појасу некад потпуно прекривеном шумом ширине од неколико десетина километара.
Захваљујући близини мора, Ресифе нема много сушних дана како је то случај са унутрашњим дијеловима Пернамбукоа. Температуре се крећу од 23 °C до 27 °C, а кишни период је, као и у цијелом Бразилу од фебруара до јула.
Окружен ријекама, на којима има много мостова, Ресифе је пун острва и мангрова, због чега га и зову Венеција Америке. Није ни чудо да су Холанђани, када су преузели Пернамбуко од Португалаца, у овом граду поставили своје сједиште, који по топологији умногоме подсјећа на Холандију.
Као што му име каже (на португалском Ресифе је гребен), паралелно са обалом око Ресифеа у атлантском океану се налазе бројни гребенови који су природни заштитници великих валова са пучине. Гребенови заједно са плажама чине природни базен, прикладан за пливање, због мирне воде.

### Клима
| Клима Рецифа (1961–1990)                                    | Клима Рецифа (1961–1990) | Клима Рецифа (1961–1990) | Клима Рецифа (1961–1990) | Клима Рецифа (1961–1990) | Клима Рецифа (1961–1990) | Клима Рецифа (1961–1990) | Клима Рецифа (1961–1990) | Клима Рецифа (1961–1990) | Клима Рецифа (1961–1990) | Клима Рецифа (1961–1990) | Клима Рецифа (1961–1990) | Клима Рецифа (1961–1990) | Клима Рецифа (1961–1990) |
| Показатељ \ Месец                                           | .Јан.                    | .Феб.                    | .Мар.                    | .Апр.                    | .Мај.                    | .Јун.                    | .Јул.                    | .Авг.                    | .Сеп.                    | .Окт.                    | .Нов.                    | .Дец.                    | .Год.                    |
| ----------------------------------------------------------- | ------------------------ | ------------------------ | ------------------------ | ------------------------ | ------------------------ | ------------------------ | ------------------------ | ------------------------ | ------------------------ | ------------------------ | ------------------------ | ------------------------ | ------------------------ |
| Апсолутни максимум, °C (°F)                                 | 33,1 (91,6)              | 32,7 (90,9)              | 35,1 (95,2)              | 33,3 (91,9)              | 31,8 (89,2)              | 30,9 (87,6)              | 33 (91)                  | 35,7 (96,3)              | 32,7 (90,9)              | 33,1 (91,6)              | 32,4 (90,3)              | 34,5 (94,1)              | 35,7 (96,3)              |
| Максимум, °C (°F)                                           | 30,2 (86,4)              | 30,2 (86,4)              | 30 (86)                  | 29,7 (85,5)              | 28,9 (84)                | 27,9 (82,2)              | 27,3 (81,1)              | 27,5 (81,5)              | 28,1 (82,6)              | 29 (84)                  | 30,1 (86,2)              | 30,2 (86,4)              | 29,1 (84,4)              |
| Просек, °C (°F)                                             | 26,5 (79,7)              | 26,5 (79,7)              | 26,4 (79,5)              | 25,9 (78,6)              | 25,2 (77,4)              | 24,5 (76,1)              | 23,9 (75)                | 23,9 (75)                | 24,6 (76,3)              | 25,5 (77,9)              | 26,1 (79)                | 26,4 (79,5)              | 25,5 (77,9)              |
| Минимум, °C (°F)                                            | 22,4 (72,3)              | 22,6 (72,7)              | 22,7 (72,9)              | 22,6 (72,7)              | 21,9 (71,4)              | 21,6 (70,9)              | 21,1 (70)                | 20,6 (69,1)              | 20,7 (69,3)              | 21,4 (70,5)              | 21,9 (71,4)              | 22,2 (72)                | 21,8 (71,2)              |
| Апсолутни минимум, °C (°F)                                  | 16,8 (62,2)              | 17,8 (64)                | 17,9 (64,2)              | 19,2 (66,6)              | 16,9 (62,4)              | 17,1 (62,8)              | 16 (61)                  | 15,3 (59,5)              | 15 (59)                  | 16 (61)                  | 16,7 (62,1)              | 16,4 (61,5)              | 15 (59)                  |
| Количина кише, mm (in)                                      | 108,2 (4,26)             | 148,2 (5,835)            | 256,9 (10,114)           | 337,6 (13,291)           | 318,5 (12,539)           | 377,9 (14,878)           | 388,1 (15,28)            | 204,8 (8,063)            | 122 (4,8)                | 63 (2,48)                | 35,7 (1,406)             | 56,8 (2,236)             | 2.417,6 (95,181)         |
| Дани са кишом (≥ 1 mm)                                      | 10                       | 11                       | 16                       | 18                       | 20                       | 21                       | 22                       | 17                       | 13                       | 9                        | 6                        | 8                        | 171                      |
| Релативна влажност, %                                       | 73                       | 77                       | 80                       | 84                       | 85                       | 85                       | 85                       | 85                       | 78                       | 76                       | 74                       | 75                       | 79,8                     |
| Сунчани сати — месечни просек                               | 246,3                    | 210,8                    | 203,9                    | 185,2                    | 186,3                    | 168,3                    | 157,6                    | 207,1                    | 216,6                    | 247,3                    | 265,8                    | 255,2                    | 2.550,7                  |
| Извор: Brazilian National Institute of Meteorology (INMET). |                          |                          |                          |                          |                          |                          |                          |                          |                          |                          |                          |                          |                          |

## Историја
Околина данашњег Ресифеа је прва насељена од стране португалске круне. Године 1534. Бразил је подијељен на насљедне капетаније (португалски: Capitanias Hereditárias). Међутим, без велике жеље самих капетана да оду у капетаније, али и без велике подршке Португала, овај систем је пропао. Једна од ријетких капетанија која је успјела и у оваквим условима да се одржи је Капетанија Пернамбуко, додијељена капетану Дуартеу Коељу, оснивачу Олинде.
Захваљујући шећерној трски, Пернамбуко је просперирао. Изврсна клима и плодно земљиште у обалном појасу било је изврсно за плантаже шећерне трске, све што је било потребно је доста радне снаге за рад млинова шећерне трске. Првобитно, за ове послове су коришћени Индијанци, али им то није било довољно, па су се одлучили на увоз робова из Африке. Од 1630. до 1654. године, Холанђани су владали Ресифеом и Олиндом, како би обезбиједили градове и луке за продају и производњу шећера у Еворопу, и оставили неизбрисив траг на овом подручју који је и данас примјетан у читавом Пернамбуку. У вријеме доласка Холанђана, прва синагога у Америкама је направљена баш у Ресифеу.
Ова мјешавина становништва, Европљана (претежно Португалци, а касније и Холанђани), Индијанаца и Африканца, учинили су Ресифе једним од најразноликијих градова, када је култура у питању.
Током 18. вијека, Ресифе је неко вријеме учествовао у рату против Олинде. Рат се водио између трговаца и буржоазије Ресифеа и фармера и аристократије Олинде. На крају рата, превладала је чињеница да је Ресифе био на обали и имао једну од најбољих лука на Атлантику, и донијела Ресифеу побједу. Данас је Олинда мали, историјски град, а Ресифе метропола.

## Становништво
Према процени из 2007. у граду је живело 1.533.580 становника.
| 1991.     | 2000.     | 2010.     |
| --------- | --------- | --------- |
| 1.298.229 | 1.422.905 | 1.537.704 |

## Привреда
Институт за економска истраживања при бразилском министарству планирања, је процијенио у 1996. години да је унутрашњи бруто производ Ресифеа око 8,25 милијарди реала.

## Култура

### Музика
- Фрево
- Маракату
- Forró
- Manguebeat
- Baião
- Xaxado

## Туризам
Највеће туристичке атракције Ресифеа су:
- Цркве и историјски објекти и споменици из 17. и 18. вијека, направљени од стране Португалаца и Холанђана.
- Forte Orange
- Плажа у Boa Viagem
- Олинда - сусједни град, практично предграђе Ресифеа, чије је историјско језгро под заштитом УНЕСКО-а
- Карневал у Recife Antigo

## Спорт
Постоје многи фудбалски клубови у Ресифеу, а најпознатији су Санта Круз, који тренутно игра у Бразилској Серији А, затим СЦ Ресифе и Наутико Капибарибе, учесници Бразилске Серије Б.
Познати фудбалери из Ресифеа су Жунињо Пернамбукано и Ривалдо, који је рођен у Паулисити, али је фудбал почео да игра у Санта Крузу.

## Криминал
Ресифе има највећи индекс убистава у Бразилу, и по овоме је испред метропола као што су Рио де Жанеиро и Сао Пауло.

## Партнерски градови
- Гуангџоу
- Аресифе
- Амстердам
- Нант
- Макао
- Порто
- Барселос